# درخت آناتو
 درخت آناتو(نام علمی: Bixa orellana) نام یک گونه از فرمانرو گیاه است.

## نگارخانه

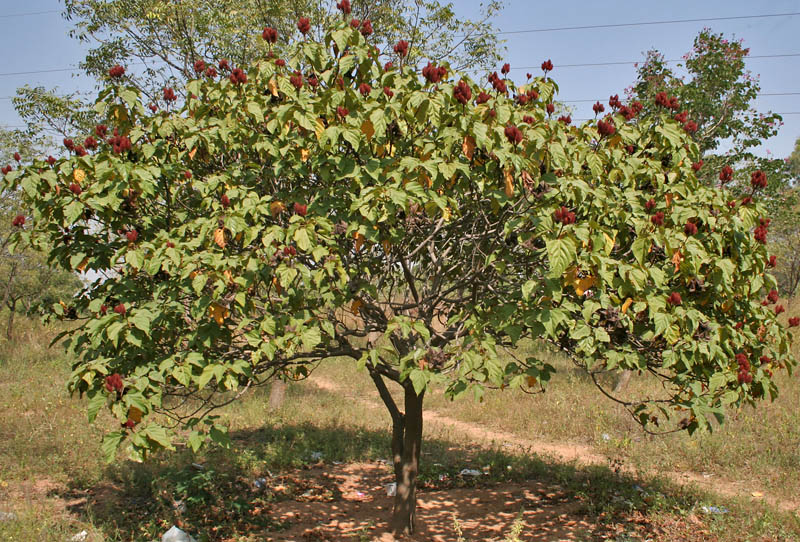
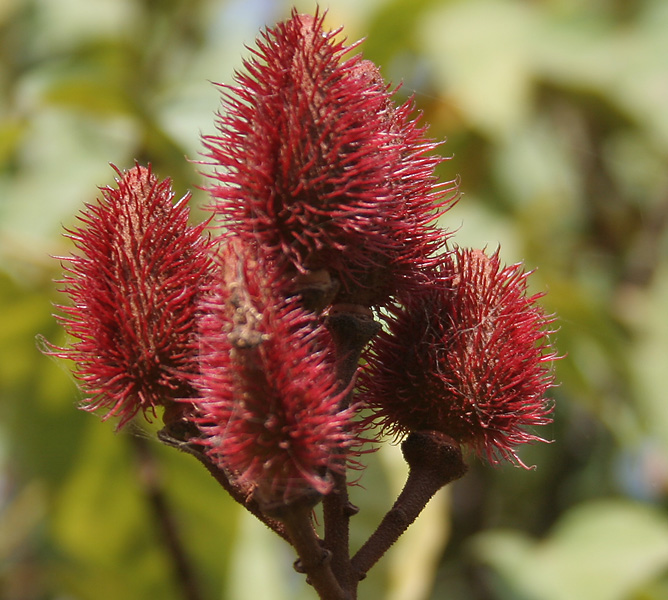
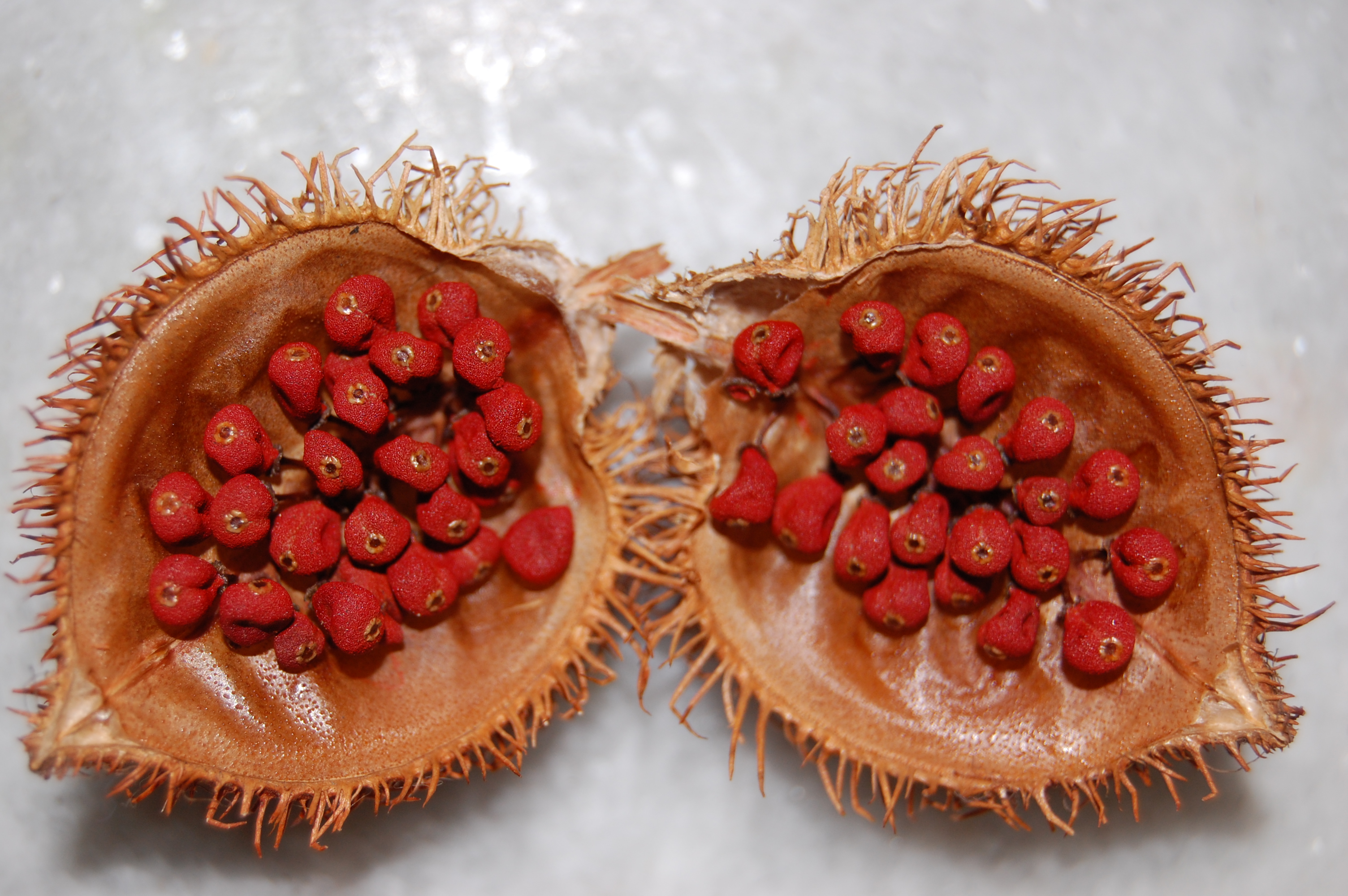
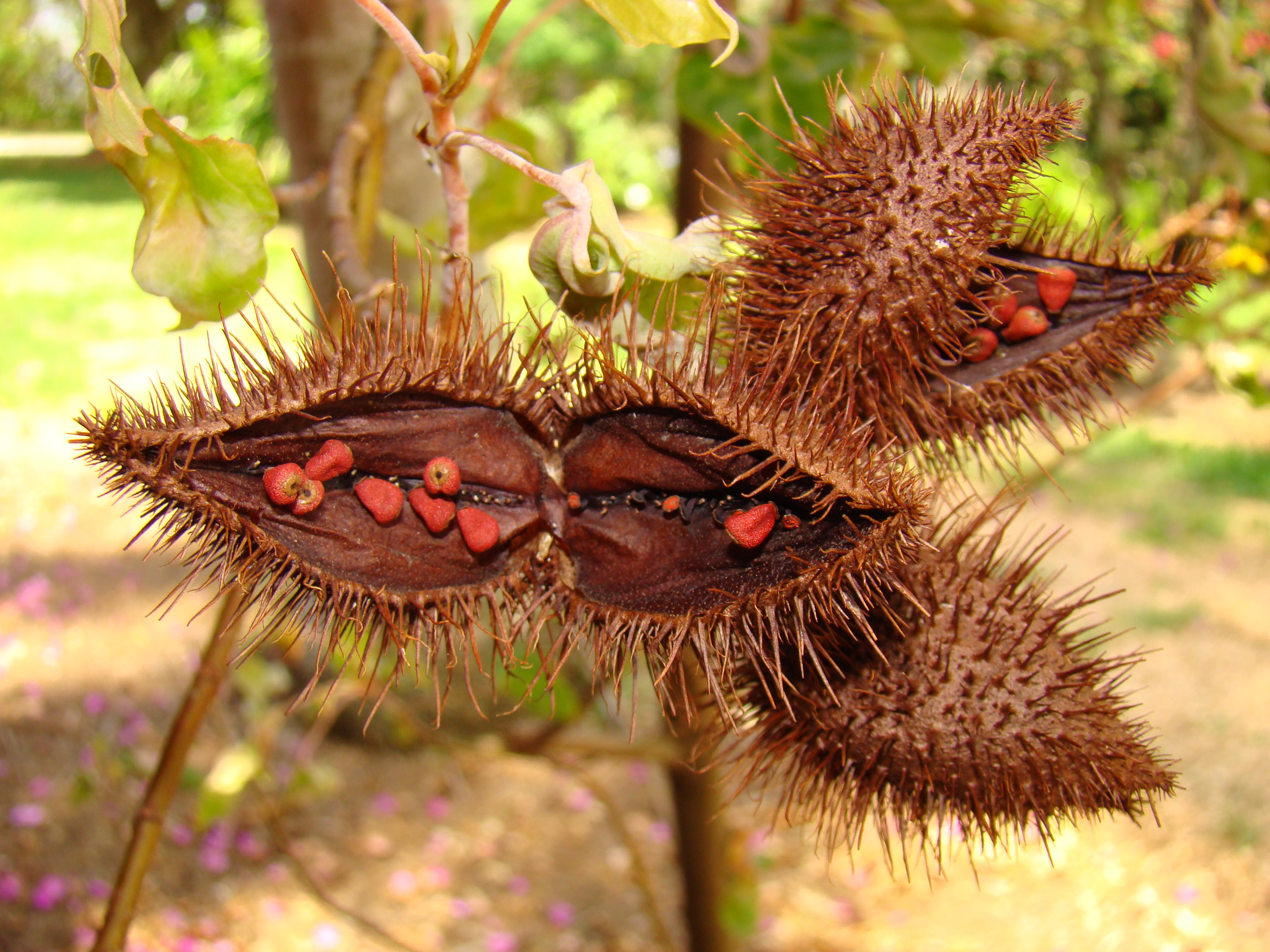
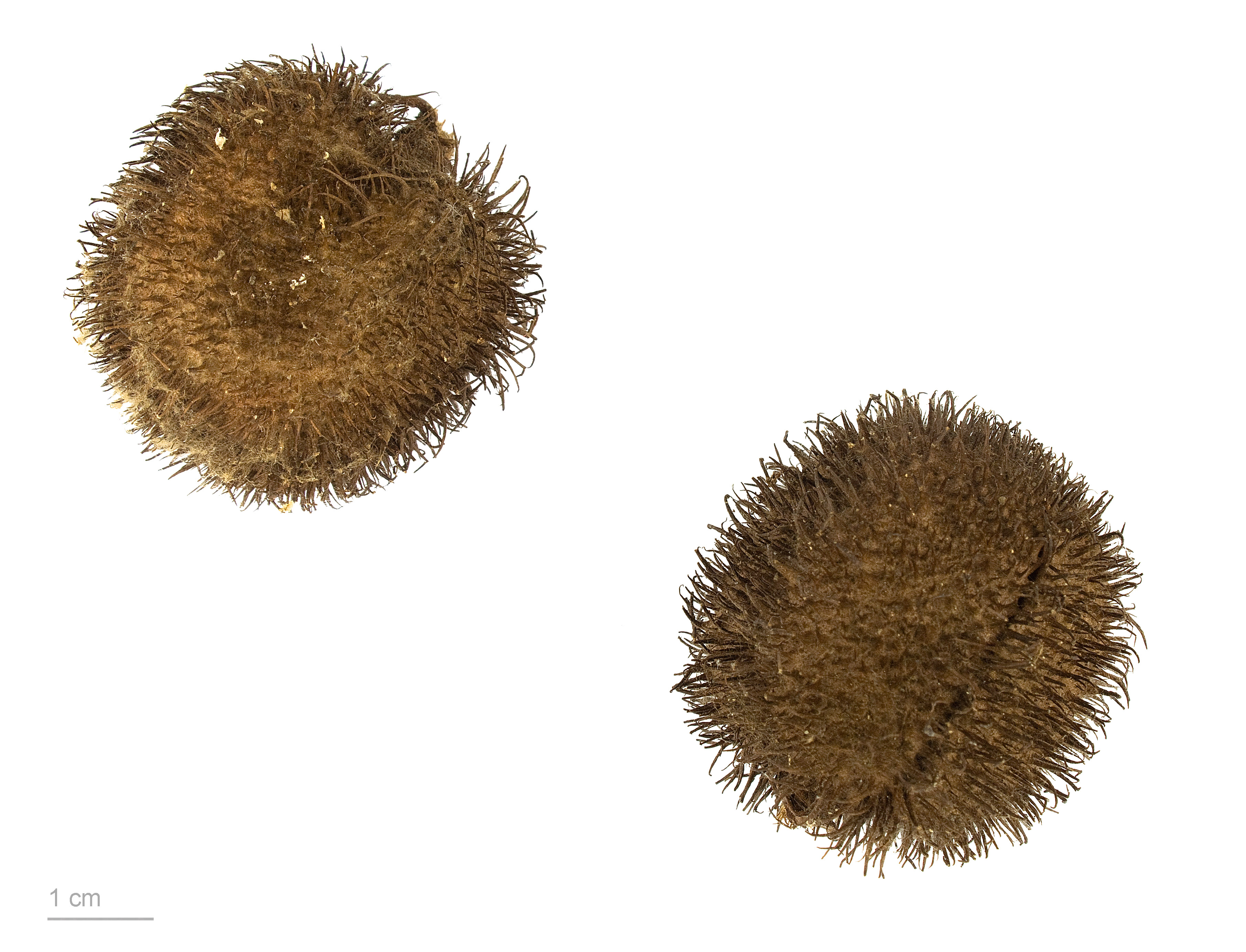
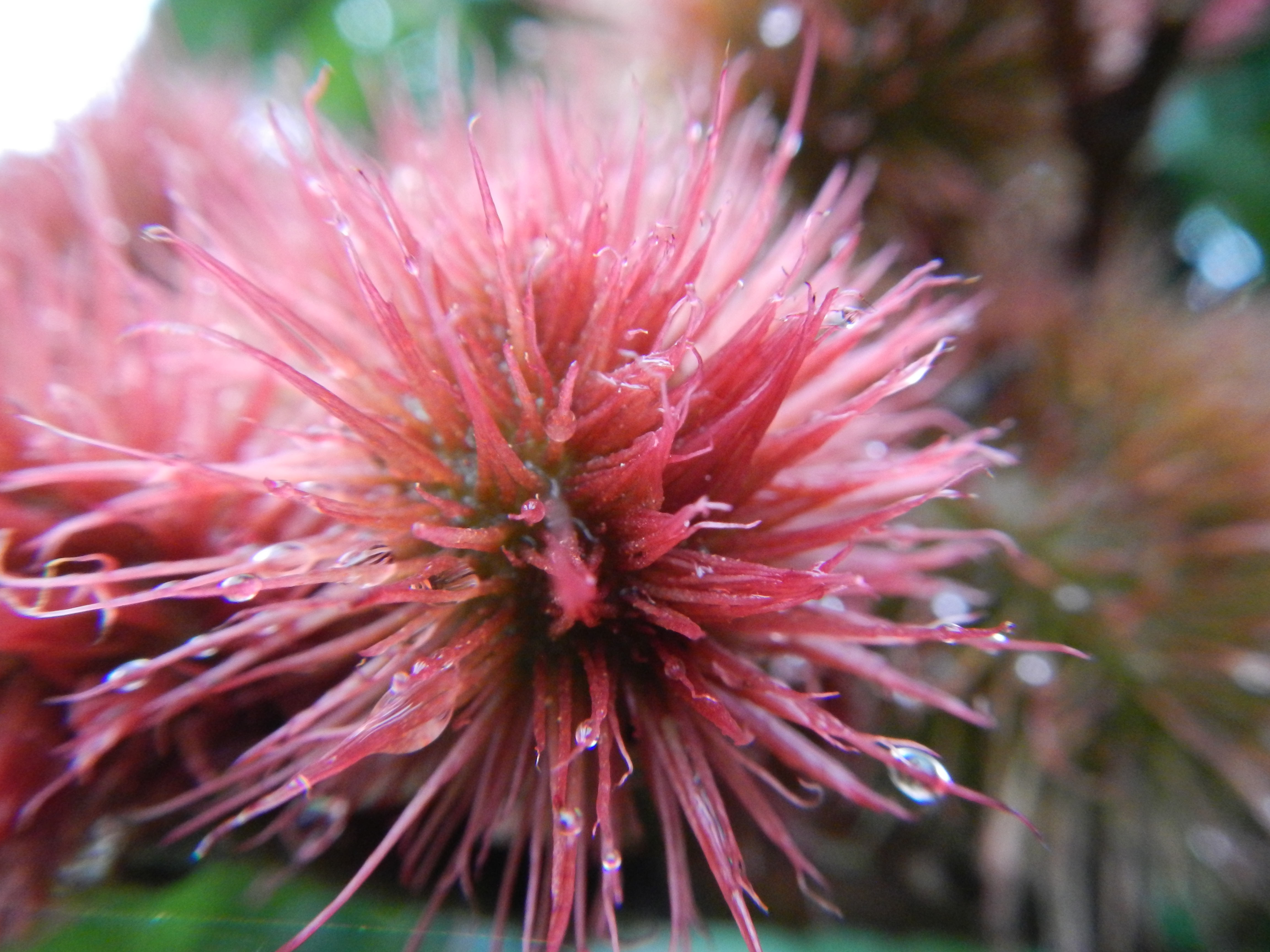
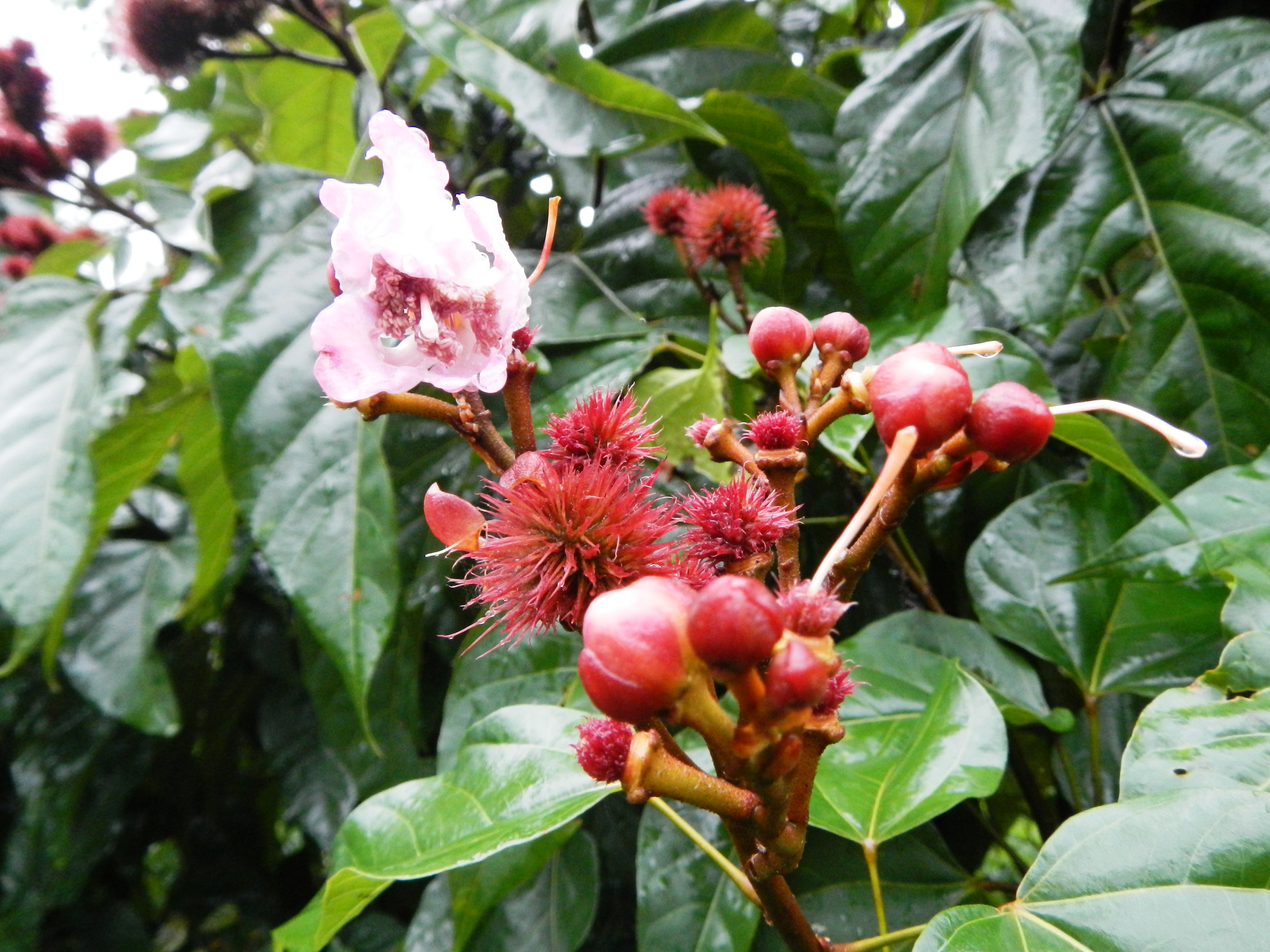